# Beurada

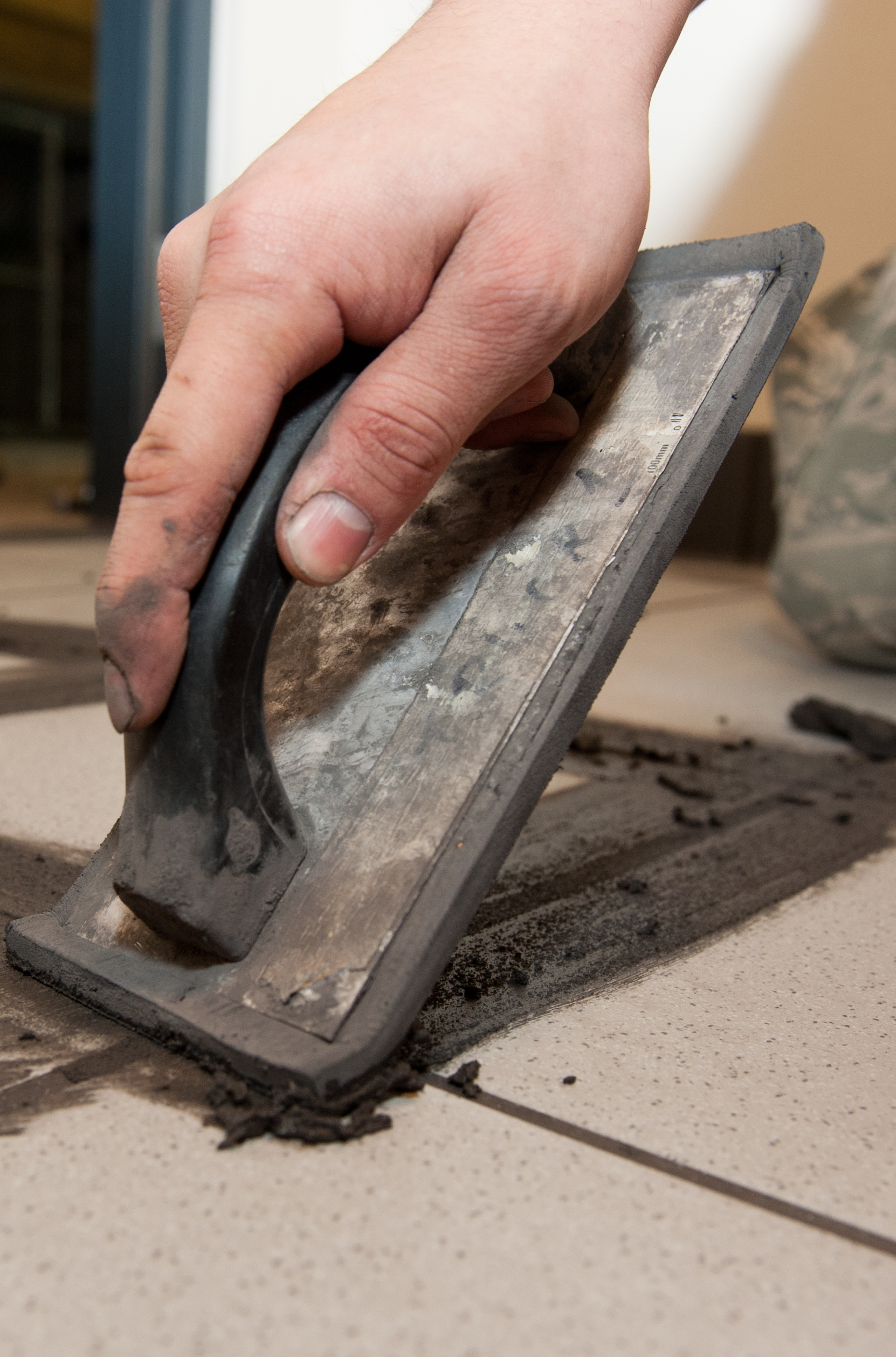
Aplicació de la beurada

La beurada, abeurada, beurim, lletada o rejunt és una mescla de ciment, aigua i àrids fins (sorra) que serveix per a farcir les juntes d'un enrajolat.
Es diferencia del morter pel fet de tenir poca contracció o fins i tot expansió positiva. A més, té una viscositat més baixa i és més fina de manera que pot fluir fàcilment als buits, mentre que el morter és gruixut i a més de suportar el seu propi pes, pot suportar també el de la maçoneria col·locada a sobre.